# Эпплгейт, Рекс
Рекс Э́пплгейт (англ. Rex Applegate; 21 июня 1914, Йонкалла, Орегон, США — 14 июля 1998, Сан-Диего, Калифорния) — полковник армии США, конструктор холодного оружия, ведущий инструктор по ближнему бою управления специальных операций, автор книг «Убей, или убьют тебя» (Kill or Get Killed), «Разведка и патрулирование», «Охрана общественного порядка».

## Биография
Родился в 1914 году.
После окончания Орегонского университета и усиленного курса подготовки офицеров запаса, как раз перед вступлением США во Вторую мировую войну, он вступил в армию в качестве офицера запаса корпуса военной полиции в форте Льюис, штат Вашингтон. В то время, на конкурсной основе, военные предложили 100 армейских вакансий на должность офицеров. В конкурсе участвовали 10000 офицеров запаса. Эпплгейт занял 11 место в конкурсе и получил желанное место. К счастью, один из офицеров, который проводил этот отбор, вспомнил об Элплгейте, когда возникла необходимость отобрать блестящих офицеров для формирования отдела Координации Информации и организации-предшественника ныне известного Управление стратегических служб (OSS). Будучи первым из назначенных в этот отдел, Рекс стоял у самых истоков его формирования, когда усилия даже младшего офицера оказывали значительное влияние на организацию. Там он лично познакомился с Биллом Донованом (начальником OSS), сэром Вильямом Стивенсоном (по прозвищу «неустрашимый»), Алленом Даллесом, Уильямом Кейси и многими выдающимися людьми. Донован персонально поручил Эпплгейту «изучить все касательно ближнего боя — с оружием и без» и организовать базу для тренировок оперативников OSS.
Одной из возможностей для получения такого рода знаний была поездка в Англию и тренировки с британскими коммандос и агентами по специальным операциям (SOE). Во время тренировок с британскими коммандос и агентами по специальным операциям он даже принимал участие в реальных операциях на материке без уведомления и согласия своих начальников в Америке. Его очень волновало то что в эти тяжелые времена англичане испытывали острый недостаток в вооружениях. Даже элитные коммандос были вынуждены использовать в боевых операциях автоматы Томпсона, которые применялись как учебные во время тренировок. В этот период он близко сотрудничал и подружился с В. Фэйберном и Э. Сайксом — изобретателями знаменитого «Фэйрберн Сайкс» — ножа британских коммандос.
Капитаны Фэйрберн и Сайкс служили в шанхайском отделении Интерпола, где их заинтересованность, знания и огромный опыт позволили им стать ведущими специалистами по ведению всех видов ближнего боя в замкнутых пространствах (например, в квартирах): безоружными, с холодным и огнестрельным оружием любого вида. Они были переведены в Англию на должности инструкторов ближнего боя в британской армии. Их первой задачей было обучение войск местной обороны ввиду неминуемо надвигающейся опасности вторжения Германии. По истечении примерно года таких занятий их опыт был по достоинству оценен: их назначили инструкторами британских коммандос и агентов спецопераций. Они также обучали и Эпплгейта. Фэйберна командировали в США для помощи в обучении оперативников OSS их смертоносной специальности, а Эпплгейт стал его помощником.
Когда президент Рузвельт выбрал место для своей резиденции по соседству с «Зоной Б», Эпплгейт был временно назначен его телохранителем. Несомненно, этому назначению также способствовало то, что Эпплгейт был рослым и сильным человеком и известным мастером во владении оружием и рукопашным боем.
Через 6 недель Эпплгейта перевели в близлежащий Кэмп-Ричи, штат Мериленд, где он становится инструктором по ближнему бою в расположенном там тренировочном центре разведывательной школы. Находясь в постоянной связи со своими агентами разведки, он продолжал улучшать и совершенствовать проводимый им курс обучения.
После II Мировой Войны Эпплгейт уволился из армии по состоянию здоровья. Вскоре после этого он организовал магазинчик в Мехико, сначала будучи менеджером отдела «быстрого питания», продавая пищу для тех, кто хотел закусить, не выходя из автомобиля, а затем стал торговцем оружием и спортивными товарами. Он представлял целый ряд американских производителей оружия и боеприпасов и даже основал в Мексике небольшую фабрику по производству оружия и боеприпасов под торговой маркой «Арманекс». Штаб-квартира находилась в Мексике, но, развивая свой бизнес, Рекс путешествовал по всей Латинской Америке.
Вместе с Уильямом Эвартом Фэрбэрном и Эриком Энтони Сайксом разработал систему ближнего боя Kill or Get Killed и линейку боевых ножей, самыми известными из которых являются легендарные «Коверт Фолдер», «Комбат II» и «Сматчет»
Умер 14 июля 1998 года и похоронен у себя в родовом имении, расположенном на «Тропе Эпплгейтов» (ответвление от Орегонской Тропы, которая пересекает Скалистые горы гораздо ниже по течению и ведет в Орегон, не пересекая Колумбию — в его южной части).

## Разработки
Разработал следующие принятые на вооружение образцы боевых ножей:
- Эпплгейт-Фэрбэрн Комбат II,
- Эпплгейт-Фэрбэрн Сматчет.